# Timaeus (kráter)
Timaeus je měsíční impaktní kráter nacházející se u severního okraje Mare Frigoris (Moře chladu) na přivrácené straně Měsíce. Má průměr 33 km, pojmenován byl podle řeckého antického filosofa Timaia. Kráterem prochází nultý měsíční poledník. V jeho centru lze nalézt malý středový vrcholek.
Jihovýchodně leží srovnatelně velký kráter Archytas, na severovýchodě se rozkládá rozsáhlá valová rovina W. Bond.